# ガティーヌの森
ガティーヌの森（forêt de Gastines）はトゥレーヌ北部とロワール渓谷のヴァンドモワとの間に存在していた森。
11世紀から開拓が始まり、特にトゥールとヴァンドームの小修道院及び修道院の修道僧達により積極的に植樹された。
ボーモン=ラ=ロンスの森（アンドレ=エ=ロワール県北緯47度35分20秒 東経0度41分40秒 / 北緯47.58889度 東経0.69444度 ）そしてガティーヌの森（ロワール=エ・=シェール県のモントワール＝シュル＝ル＝ロワール、北緯47度41分50秒 東経0度43分30秒 / 北緯47.69722度 東経0.72500度）に森の一部が残されているが、大部分がルネサンス期のヴァンドーム公による大規模な伐採が施行された際に失われ、詩人ピエール・ド・ロンサールはそれを非難している。
抜粋にある、神話「変身物語」のテッサリアー王トリオプスの王子エリュシクトーンの章に登場する場所でもある。

## 関連記事
- ガティーヌ・ド・ロンサール（フランス語版）